# Río Tena
Der Río Tena ist ein 32 km langer rechter Nebenfluss des Río Misahuallí in der Provinz Napo in Ecuador.

## Flusslauf
Der Río Tena entspringt in der Cordillera Real auf einer Höhe von etwa 1900 m. Er fließt in überwiegend südöstlicher Richtung durch das Gebirge und erreicht die Stadt Tena. Dort trifft der Río Pano rechtsseitig auf den Río Tena. Dieser fließt noch 2 km nach Osten, bevor er in den Río Misahuallí mündet. 

## Einzugsgebiet
Das Einzugsgebiet des Río Tena umfasst etwa 242 km².